# Deere and Company
Deere & Company, normalment coneuda per la seva marca John Deere és una corporació dels Estats Units amb base a Moline, Illinois, i líder mundial en la fabricació de maquinària agrícola. El 2010 figurava en el lloc 107è de la llista de la revista econòmica Fortune 500. La companyia inclou tractors, collitadores combinades, embaladores, plantadores i equip forestal. També té equip de construcció i de cura de la gespa, serres mecàniques, expulsadors de neu i durant un curt període motos de neu (snowmobiles).
L'eslogan de la companyia és "Nothing runs like a Deere" (res funciona com un Deere) i porta dibuixat un cérvol (en anglès:deer) com un joc de paraules."
La companyia va ser fundada el 1837 per l'inventor John Deere.

## Història

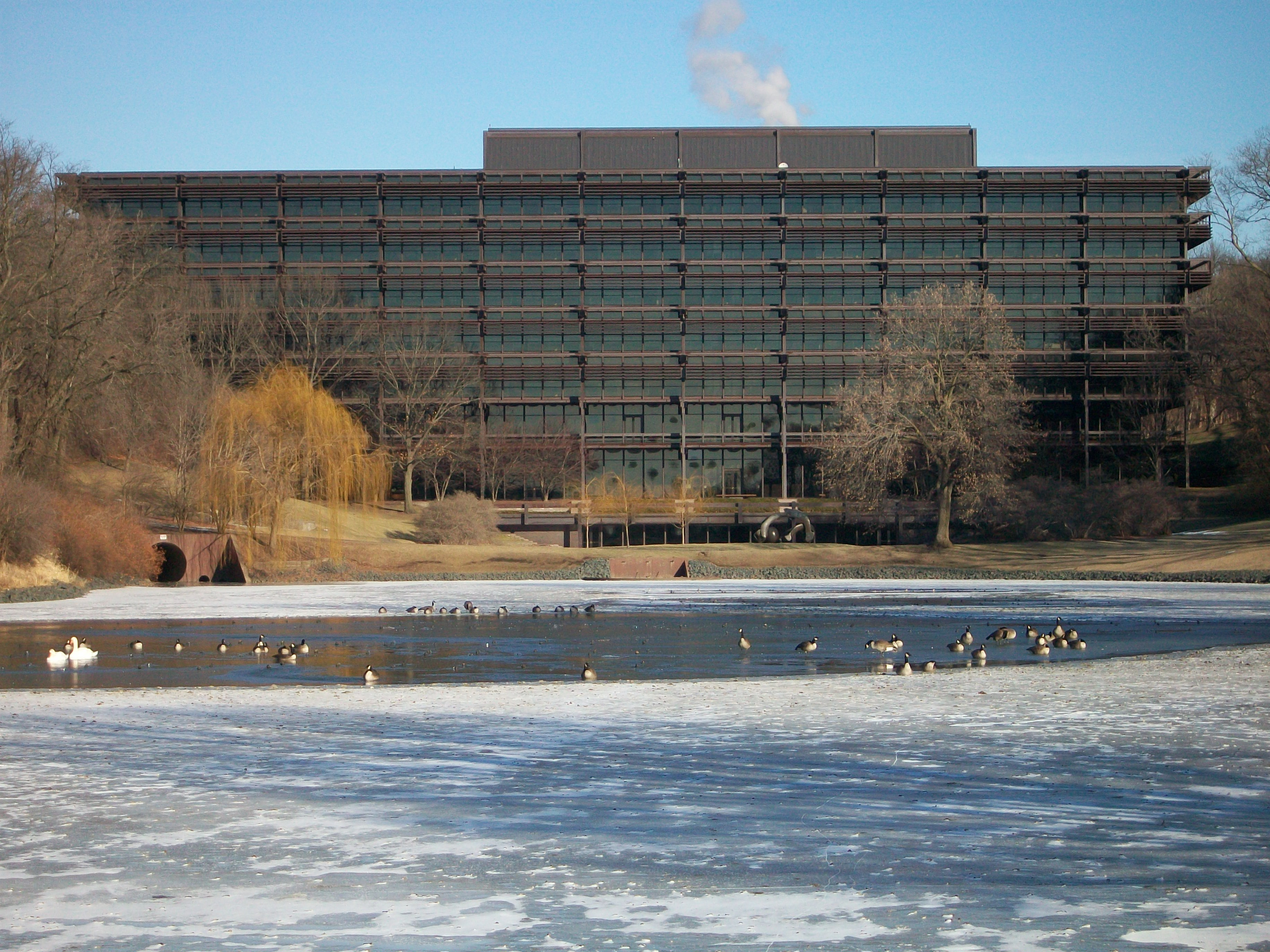
Seu mundial de Deere & Company a Moline, Illinois

Deere & Company començà quan John Deere, nascut a Vermont es traslladà a Grand Detour, Illinois el 1836 i s'hi establí com a ferrer. John Deere va inventar una arada d'acer de gresol que millorava les existents de ferro.
El 1842, Deere s'associà amb Leonard Andrus i compraren terreny per construir una nova factoria al llarg de Rock River (Mississippi) anomenada "L. Andrus Plough Manufacturer", per produir arades. John Deere tornà a Moline el 1848 per tal de tenir accés al ferrocarril. .
Cap a 1857 produïen unes 1.120 arades per any. John Deere morí el 1886, i la presidència de Deere & Company passà a Charles Deere. Aleshores ja prduïn una varietat de productes a més de les arades.
El 1956, Deere & Company comprà la companyia alemanya de tractors, Heinrich Lanz AG.
Cap a 2006 utilitzaven uns 47.000 treballadors en 27 països.